# Пограничное расстройство личности
Пограни́чное расстро́йство ли́чности (эмоциона́льно неусто́йчивое расстро́йство ли́чности, пограни́чный тип, сокр. ПРЛ) — расстройство личности, характеризующееся импульсивностью, низким самоконтролем, эмоциональной неустойчивостью, высокой тревожностью и сильным уровнем десоциализации. 

Пограничное расстройство личности включено в DSM-5 и в МКБ-10 (в последнем считается подвидом эмоционально неустойчивого расстройства личности). В МКБ-11 включён пограничный паттерн расстройства личности под кодом 6D11.5. 

## Симптомы
ПРЛ часто сопровождается опасным поведением и самоповреждением. Такие люди могут также бороться с чувством опустошённости и страхом оказаться никому не нужными. Симптомы расстройства могут появиться в ответ на, казалось бы, обычные события в жизни. Болезненное поведение обычно начинается в юности и возникает в самых различных ситуациях. С этим расстройством часто связаны злоупотребление психоактивными веществами, депрессия и расстройства пищевого поведения. Приблизительно 10 % людей с ПРЛ погибает в результате суицида.
Выявлена большая корреляция между развитием ПРЛ и сексуальным насилием в детском и подростковом возрасте. В настоящее время исследователи склоняются к версии, что ПРЛ может являться разновидностью посттравматического стрессового расстройства (ПТСР) с более сложной клинической картиной. При ПТСР травмирующее событие происходит зачастую разово или несколько раз. Тем не менее травмирующие события могут идти одно за другим, на протяжении практически всей жизни человека, что может быть причиной ПРЛ. Например, систематические избиения, насилие в отношении подростка или ребёнка на протяжении многих лет и прочее.
При ПРЛ организм может вырабатывать большое количество кортизола. Развивается сопутствующая тревожность. В процессе формирования детского организма на фоне травмирующих ситуаций появляются аномалии в развитии структур головного мозга. Например, миндалина становится больше, чем у тех, кто не подвергался длительному стрессу. Взрослея сформированная миндалина начинает хаотично посылать импульсы, провоцируя не всегда адекватное поведение пациента — агрессивность, раздражительность, подозрительность, и т. д. Организм не успевает адаптироваться и оправиться после одного травмирующего события, как наступает следующее.
Ко всему прочему полиморфизм определённых генов приводит к снижению выработки серотонина, что, в свою очередь, вызывает агрессивное поведение. Вероятность ПРЛ примерно в 5 раз больше, если в окружении человека есть близкий родственник с ПРЛ. Имеют значение также неблагоприятные события в жизни. Механизм расстройства вовлекает лимбическую сеть нейронов. ПРЛ признается DSM в качестве одного из расстройств личности, которых всего классифицировано 9. Постановка диагноза основана на клинической картине, но для исключения других болезней может потребоваться медицинское обследование. ПРЛ должно быть дифференцировано, в частности, от расстройства идентичности и наркомании.
Обычно ПРЛ лечат с помощью психотерапии, например когнитивно-поведенческой терапии (КПТ). В настоящее время применяется диалектическая поведенческая терапия (ДПТ), которая может снизить риск суицида. Терапия может быть в режиме один на один или в группе. Медикаменты не лечат ПРЛ, но могут использоваться для снятия некоторых симптомов ПРЛ. Некоторые пациенты нуждаются в госпитализации.
Эпидемиология, прогноз и ПРЛ в культуре
В каждый отдельный год около 1,6 % людей страдают от ПРЛ, по некоторым оценкам, до 6 %. У женщин ПРЛ диагностируется примерно в 3 раза чаще мужчин. С возрастом заболеваемость снижается. До половины людей испытывают улучшение состояния за 10 лет жизни. Обычно больные ПРЛ обращаются за помощью в систему здравоохранения. Идут споры о названии этого расстройства, особенно об уместности слова пограничный. ПРЛ часто стигматизируется как в СМИ, так и в сфере психиатрии.
Классификация этого явления как самостоятельного расстройства личности носит спорный характер. Своим появлением данный термин, по всей видимости, обязан усилиям ряда известных американских психологов в период примерно с 1968 по 1980 год, итогом которых стало включение пограничного типа личности в DSM-III, что несомненно повлияло и на его появление, в конечном итоге, в МКБ-10. Однако теоретические работы и исследования, проделанные этими психологами, были посвящены обоснованию не качественно нового типа личности, а выделения нового, промежуточного между неврозами и психозами, уровня «тяжести» расстройств. Таким образом, предполагалось на практике ставить одновременно два диагноза из DSM-III: «пограничное расстройство личности» для описания пограничного уровня функционирования и вместе с ним любое другое расстройство личности, для качественной характеристики диагноза. Из структуры DSM-III, DSM-IV, а также МКБ-10 об этом узнать невозможно.

### Эмоции
Люди с ПРЛ могут испытывать эмоции сильнее, глубже и дольше, чем другие люди. Ключевая черта ПРЛ — аффективная нестабильность, которая обычно проявляется как необычно сильный эмоциональный ответ на события окружающего мира с замедленным возвратом к начальному эмоциональному состоянию. Люди с ПРЛ часто склонны идеализировать и разочаровываться в других, переходя от высоких позитивных оценок людей к огромному разочарованию в них. В работе Марши Линехан чувствительность, интенсивность и длительность, с которыми люди с ПРЛ испытывают эмоции, имеет и плюсы, и минусы. Люди с ПРЛ часто чрезмерно полны энтузиазма, идеализма, счастья и любви. Однако они могут быть переполнены и отрицательными эмоциями («тревогой, депрессией, чувством вины, стыда, обеспокоенности, гнева и т. д.»), чувствовать сильную скорбь вместо опечаленности, стыд и унижение вместо небольшого стеснения, ярость вместо раздражения, панику вместо нервозности.
Люди с ПРЛ также особенно чувствительны к отказам, критике, изоляции и неудачам. До того как они научатся иначе справляться с эмоциями, их попытки контролировать или избегать свои очень сильные отрицательные эмоции могут привести к эмоциональной изоляции, самоповреждениям и суицидальному поведению. Они часто знают об интенсивности своих негативных эмоциональных реакций и, коль скоро не могут управлять ими, они подавляют их полностью. Это может быть вредно для них самих, так как негативные эмоции сообщают людям о наличии проблемных ситуаций и побуждают их разрешать, но лишь знания о своих проблемах достаточно для дистресса у людей с ПРЛ. Люди с ПРЛ могут чувствовать эмоциональное облегчение после нанесения себе повреждений тела.
Хотя люди с ПРЛ могут ощущать эйфорию (преходящее или случайное интенсивное чувство весёлости), они особенно склонны к дисфории (глубокое чувство обеспокоенности или неудовольствия, смесь злобы и тоски), депрессии, ощущению духовного и эмоционального дистресса. М. Занарини и соавторы его книги выделяют 4 категории дисфории, типичные для ПРЛ: экстремальные эмоции; (само)разрушительность; чувство разделённой или потерянной идентичности; чувство виктимизации. Внутри системы этих категорий, диагноз ПРЛ сильно связан с комбинацией трёх состояний: ощущение предательства, «чувства, будто ранишь сам себя», и чувства потери контроля. Люди с ПРЛ испытывают самые разные типы дисфории, поэтому амплитуда дистресса — это полезный индикатор ПРЛ. Кроме интенсивных эмоций, людям с ПРЛ свойственна эмоциональная лабильность, то есть, другими словами, переменчивость. Хоть термин «эмоциональная лабильность» предполагает быстрые изменения между депрессией и подъёмом настроения, настроение людей с ПРЛ колеблется чаще между гневом и тревогой и между депрессией и тревогой.

### Поведение
Обычным является импульсивное поведение, например употребление психоактивных веществ, алкоголя, расстройства пищевого поведения, незащищённый секс, промискуитет, бездумная трата денег, лихое вождение. Импульсивное поведение может также заключаться в увольнении с работы, разрыве отношений, побеге от проблем, самоповреждении. Люди с ПРЛ действуют импульсивно, потому что это даёт им чувство немедленного избавления от эмоциональной боли. Однако в долгосрочной перспективе оказывается, что люди с ПРЛ страдают от лишней боли от стыда и вины за то, что поступили так. Часто люди с ПРЛ входят в цикл, начинающийся с эмоциональной боли, затем идёт импульсивное поведение для избавления от неё, чувство стыда и вины за эти действия, эмоциональная боль из-за этого стыда и вины и, наконец, сильное желание нового импульсивного действия для облегчения новой боли, что замыкает цикл. Со временем импульсивное поведение может стать автоматическим ответом на эмоциональную боль.

### Самоповреждение и суицид
Шрамы от самоповреждения являются обычным симптомом ПРЛ.
Самоповреждение и суицидальное поведение являются одними из ключевых диагностических критериев в DSM-5. Самоповреждение сопутствует 50-80 % людей с ПРЛ. Самый частый метод самоповреждения — порезы. Синяки, ожоги, удары головой, укусы нередко сопутствуют ПРЛ.
На протяжении всей жизни риск суицида у людей с ПРЛ составляет 3-10 %. Доказано, что риск покончить с собой среди людей с ПРЛ у мужчин в 2 раза выше, чем у женщин. Также доказано, что значительный процент мужчин, покончивших с собой, могут иметь недиагностированное ПРЛ.
Зафиксированные причины самоповреждения отличаются от причин попыток суицида. Около 70 % людей с ПРЛ наносят себе телесные повреждения без желания покончить с собой. Причины самоповреждений включают выражение гнева, наказание себя, желание вызвать нормальные ощущения (часто в ответ на диссоциацию), отвлечение себя от эмоциональной боли или сложных жизненных обстоятельств. Напротив, попытки суицида обычно отражают веру в то, что другим будет лучше после суицида. И суицид, и самоповреждение — это ответы на отрицательные эмоции. Сексуальное насилие может быть триггером суицидального поведения у подростков с наклонностью к ПРЛ.

### Отношения с другими людьми
Люди с ПРЛ могут быть особенно чувствительны к тому, как к ним относятся, испытывая сильную радость и благодарность, когда к ним добры, и сильную грусть или гнев, когда их критикуют или ранят. Их чувства к другим часто колеблются от обожания или любви к гневу или отвращению после разочарования, угрозы потери кого-либо или чувства потери уважения в глазах значимого для них человека. Этот феномен, иногда называемый расщеплением Эго, включает смену оценок от идеализирования других до их обесценивания. Вместе с нарушениями настроения идеализация и обесценивание могут подтачивать отношения с семьёй, друзьями и коллегами. Мнение о себе также может быстро меняться от «я здоров» к «я нездоров».
Страстно желая близких отношений, люди с ПРЛ склонны к опасным, избегающим, амбивалентным или полным страха моделям преданности в отношениях, они часто видят мир опасным и злорадным. ПРЛ, как и другие расстройства личности, связано с повышением уровня хронического стресса и конфликтов в романтических отношениях, сниженным уровнем удовлетворённости романтическим партнёром, домашним насилием, нежеланными беременностями.
Люди с ПРЛ обычно проявляют более высокий уровень ревности к своим партнёрам в романтических отношениях.

### Самоощущение
Людям с ПРЛ часто трудно увидеть ясно самих себя. В частности, им бывает трудно понять, что они ценят, во что верят, что предпочитают, от чего получают удовольствие. Долгосрочные цели в отношениях и в карьере для них часто туманны. Эти сложности в понимании, кто они такие и что они ценят, могут вызывать у них чувство «пустоты» и «потерянности».

### Познавательные способности
Также часто интенсивные эмоции, которые испытывают люди с ПРЛ, могут усложнить для них задачу контролировать фокус внимания, то есть концентрироваться. Вдобавок, люди с ПРЛ могут иметь склонность к диссоциации, что может быть истолковано как выраженная форма «отключения» внимания. Диссоциация часто возникает в ответ на болезненные события в жизни (или в ответ на что-то, вызывающее в памяти воспоминания о болезненном событии). Разум автоматически переключает внимание с этих событий, вероятно, чтобы защитить от интенсивных эмоций и нежеланных импульсов в поведении, которые такие эмоции могли бы вызвать. Хотя привычка разума блокировать сильные неприятные эмоции и может дать временное облегчение, она также может иметь нежелательное побочное действие в виде блокирования или снижения интенсивности обычных эмоций, понижая доступ людей с ПРЛ к информации, содержащейся в таких эмоциях, которая помогает эффективно принимать решения в повседневной жизни. Обычно люди могут сказать, когда человек с ПРЛ диссоциирует, по мимике и голосу, которые могут потерять выражение; или будет казаться, что человек с ПРЛ отвлёкся; в то же время, диссоциация может быть едва заметна.

### Инвалидизация
Многие люди с ПРЛ трудоспособны, если они находят подходящую работу и их состояние не слишком тяжёлое. Люди с ПРЛ могут потерять трудоспособность, если их состояние настолько тяжело, что саботаж отношений с людьми, рискованное поведение или интенсивный гнев мешают им выполнять свои профессиональные обязанности.

## Причины
Как и в случае других нарушений психики, причины ПРЛ сложны и по-разному видятся разным исследователям. Научные данные говорят о том, что ПРЛ и посттравматическое стрессовое расстройство могут иметь что-то общее. Большинство исследователей согласны, что свою роль играют детские психологические травмы. Меньше внимания уделяется изучению роли врождённых повреждений мозга, генетики, нейробиологических факторов и влиянию окружающей среды, помимо травм.
Существенный вклад вносит длительное психологическое, физическое, сексуальное насилие на протяжении длительного времени, от значимых взрослых, от окружения в детстве или подростковом периоде в совокупности с «хрупкой» генетической организацией. Так, люди имеющие похожую генетическую организацию (две короткие аллели генов), могут никогда не заболеть ПРЛ, если не встретятся на протяжении своей жизни с длительной травлей (буллингом), внезапной смертью родителей, потерей жилья (пожар, военные действия и.т.д), длительным сексуальным насилием, и т. д. Между тем, людьми с более «сильной» генетической организацией перечисленные события могут переноситься легче и не всегда приводят к развитию ПРЛ.
Социальные факторы включают взаимодействие человека в детстве с семьёй, друзьями, другими детьми. Психологические факторы охватывают личность и темперамент человека под воздействием окружающей среды и усвоенные навыки борьбы со стрессом. Итак, существует множество различных факторов, которые могут вносить свой вклад в ПРЛ.

### Детские травмы
Имеется сильная корреляция между насилием в детстве, особенно сексуализированным насилием, и развитием пограничного расстройства личности. Многие люди с ПРЛ говорят о своих детских травмах, связанных с насилием и пренебрежением, но причинно-следственные связи всё ещё являются предметом научных споров. Пациенты с ПРЛ существенно чаще сообщают о словесном, эмоциональном, физическом или сексуальном насилии со стороны тех, кто их воспитывал, обоего пола. В этом случае нужно исключить возможность комплексного посттравматического стрессового расстройства (КПТСР) у пациента. Они также сообщают о частых случаях инцеста и потери воспитывающего человека в раннем детстве. Люди с ПРЛ также часто говорят о том, что их воспитатели обоего пола пренебрегали их мнением и чувствами, не могли обеспечить им необходимую защиту и недостаточно заботились об их телесном здоровье. Родители обоего пола эмоционально отстранялись от детей и переменчиво относились к ним. Кроме того, женщины с ПРЛ, сообщавшие о том, что их воспитательницы пренебрегали ими, а воспитатели-мужчины совершали то или иное насилие, существенно чаще подвергались сексуальному насилию не со стороны воспитателей.
Есть предположение, что у детей, с которыми с ранних лет плохо обращаются и которые испытывают трудности с привязанностью к другим людям в силу эмоциональной депривации или гиперопеки, может начать развиваться ПРЛ. Следуя традициям психоанализа, Отто Кернберг утверждает, что неспособность ребёнка решить задачу психологического отделения себя от остальных и преодолеть расщепление Эго может увеличить риск развития ПРЛ со специфической для этого расстройства структурой идентичности, «диффузной» идентичности. Неспособность ребёнка выдержать отложение награды в возрасте 4 лет не предопределяет последующее развитие ПРЛ.

### Неврологические особенности
Интенсивность и реактивность негативных эмоций человека или тенденция их испытывать более тесно связаны с симптомами ПРЛ, чем сексуальное насилие в детстве. Этот факт, различия в структуре мозга и то, что некоторые люди с ПРЛ не имеют психологических травм, позволяют предположить, что ПРЛ отличается от посттравматического стрессового расстройства, которое, впрочем, его часто сопровождает. Поэтому исследователи ищут причины ПРЛ в развитии личности, а не только в детских травмах.
Исследование выявляет две особенности активности мозга, которые могут быть связаны с эмоциональными нарушениями при ПРЛ: (1) рост активности структур мозга, ответственных за усиление эмоциональной боли, и (2) снижение активности структур, регулирующих или подавляющих болезненные эмоции. Эти две сети в мозге работают неправильно во фронтолимбических областях, но конкретные области, связанные с ПРЛ, у разных людей разные, что требует проведения исследований изображений мозга.
Также (в противовес результатам предыдущих исследований) люди с ПРЛ имеют меньшую активность миндалевидного тела в ситуациях повышенной негативной эмоциональности по сравнению с контрольной группой. Доктор John Krystal, редактор журнала «Биологическая психиатрия», пишет, что эти результаты «усилили впечатление, что люди с ПРЛ „запрограммированы“ мозгом иметь жизнь, полную эмоциональных штормов, хотя это необязательно несчастная или непродуктивная жизнь». Их эмоциональная нестабильность коррелирует с отличиями в некоторых областях мозга.

### Факторы-посредники
Высокая чувствительность к отказам связана с выраженными симптомами ПРЛ, а исполнительные функции служат посредником между чувствительностью к отказам и симптомами ПРЛ. То есть группа познавательных процессов, включающая планирование, рабочую память, внимание и решение задач, может быть тем механизмом, посредством которого чувствительность к отказам вносит свой вклад в симптомы ПРЛ. Исследование 2008 года выявило, что связь между чувствительностью к отказам и симптомами ПРЛ сильнее, когда исполнительные функции ниже и что эта связь слабее, когда исполнительные функции выше. Это позволяет предположить, что высокие исполнительные функции помогают людям с высокой чувствительностью к отказам преодолеть симптомы ПРЛ. Исследование 2012 года обнаружило, что проблемы с рабочей памятью могут вносить свой вклад в повышенную импульсивность людей с ПРЛ.

#### Семейное окружение
Семейное окружение является посредником между сексуальным насилием в детстве и дальнейшим развитием ПРЛ. Нестабильность в семье повышает риск развития ПРЛ, а стабильное окружение в семье снижает его. Возможное объяснение этому в том, что стабильное окружение в семье служит буфером, сдерживающим развитие ПРЛ.

#### Самосложность
Самосложность, или мнение о самом себе как о личности, имеющей множество различных характеристик, служит связующим звеном между проблемами отличия себя реального и идеального и развитием симптомов ПРЛ. То есть для людей, которые считают, что их реальные черты не соответствуют чертам, которые они хотят иметь, высокая самосложность уменьшает вклад их противоречивого образа себя в симптомы ПРЛ. Однако, самосложность не связывает несоответствие себя реального и должного с развитием симптомов ПРЛ. То, что самосложность смягчает переживание несоответствия себя реального и идеального, но не реального и должного, позволяет предположить, что вклад противоречивого или нестабильного образа себя в ПРЛ зависит от того, видит ли человек себя в терминах характеристик, которые человек надеется получить, или же в терминах черт, которые человек «должен» уже иметь.

#### Подавление мыслей
Исследование 2005 года обнаружило, что подавление мыслей, или сознательные попытки избегать определённых мыслей, связывает эмоциональную уязвимость с симптомами ПРЛ. Позднее исследование обнаружило, что связь между эмоциональной уязвимостью и симптомами ПРЛ не обязательно основана на подавлении мыслей. Однако в этом исследовании было обнаружено, что подавление мысли опосредует связь между дисфункциональной средой и симптомами ПРЛ.

## Диагностика
Диагностика ПРЛ основана на клинической оценке специалистом по психическому здоровью. Лучше всего перечислить критерии ПРЛ пациенту и спросить: верно ли, что эти характеристики точно описывают его. Активное вовлечение людей с ПРЛ в постановку диагноза может помочь им в принятии диагноза. Хотя некоторые клиницисты предпочитают не говорить людям с ПРЛ их диагноз из-за его стигматизации или неизлечимости, обычно людям с ПРЛ помогает знание своего диагноза. Это помогает им узнать, что у других людей был аналогичный опыт, и может указать пути эффективного лечения.
В целом, психологическая оценка включает интервью пациента о времени появления симптомов, об их тяжести и влиянии на качество жизни пациента. Особенно большое значение уделяется суицидальным мыслям, самоповреждению и мыслям о нанесении вреда другим. Диагноз ставится на основе как рассказа пациента о своих симптомах, так и наблюдений клинициста. Дополнительные методы диагностики ПРЛ могут включать физикальный осмотр и лабораторные анализы для исключения других возможных триггеров симптомов, например патологии щитовидной железы и наркомании. МКБ-10 относит ПРЛ к эмоционально нестабильному расстройству личности и предлагает те же диагностические критерии. В DSM-5 название расстройства осталось тем же, что было в предыдущих редакциях.

### Диагностическое и статистическое руководство
Диагностическое и статистическое руководство по психическим болезням 5-го издания (DSM-5) отказалось от многоосевой системы. Поэтому все расстройства, включая расстройства личности, перечислены в Разделе II руководства. Человек должен удовлетворять 5 из 9 критериев для постановки диагноза ПРЛ. DSM-5 определяет такие главные особенности ПРЛ: патологическая нестабильность межличностных отношений, образа себя, аффекта, а также явно импульсивное поведение. Кроме того, DSM-5 предлагает альтернативные диагностические критерии ПРЛ в Разделе III, «Альтернативная модель DSM-5 для расстройств личности». Эти альтернативные критерии основаны на изучении черт личности и требуют, чтобы были представлены минимум 4 из 7 дезадаптивных черт. Марша Линехан утверждает, что многим психиатрам трудно диагностировать ПРЛ по критериям DSM, так как критерии описывают весьма широкий спектр типов поведения. Для решения этой проблемы Линехан сгруппировала симптомы ПРЛ в 5 главных областей дизрегуляции: эмоции, поведение, межличностные отношения, восприятие себя и познавательные процессы.

## Статистические данные
Встречается у 1-3 % взрослого населения США, из которых 75 % — женщины. 50-70 % пациентов с данным расстройством замечены в злоупотреблении алкоголем или наркотиками.
Важным признаком расстройства является суицидальное или самоповреждающее поведение, процент завершённых суицидов порядка 28-30 %.
Частым признаком расстройства является множество малоопасных порезов и повреждений из-за малозначительных инцидентов, а в редких случаях и самоповреждения опасной степени, порой являющиеся именно осознанными попытками суицида, приписываемые коморбидной депрессии. Как правило, триггером попыток выступают межличностные ситуации.
Самоповреждения чаще всего встречаются у больных в подростковом и молодом возрасте. Из-за частоты явления из английского языка перешёл термин «selfharm» (англ. self — «себя» и harm — «вредить, наносить ущерб»), обозначающий осознанное причинение себе физической боли без намерения тем самым совершить самоубийство или нанести повреждения, несовместимые с жизнью. Сами подростки рассматривают это как способ эмоциональной разгрузки и в разговорах с психологами, психиатрами, психотерапевтами объясняют данные действия попыткой «заменить душевную боль физической».

## Диагноз
Дифференциация пограничного расстройства с биполярным расстройством II типа может представлять определённые трудности из-за отсутствия при последнем, в отличие от «классического» БАР легко выявляемых психотических симптомов мании. Наиболее полезны при диагностике характерные различия аффективных эпизодов.

### МКБ-10
Диагностические критерии из адаптированной для использования в России версии Международной классификации болезней 10-го пересмотра МКБ-10 (общие диагностические критерии расстройств личности, соответствие которым должно быть у всех подтипов расстройств):

Состояния, не объясняющиеся прямым образом обширным повреждением или заболеванием мозга или другим психическим расстройством и удовлетворяющие следующим критериям:
- а) заметная дисгармония в личностных позициях и поведении, вовлекающая обычно несколько сфер функционирования, например аффективность, возбудимость, контроль побуждений, процессы восприятия и мышления, а также стиль отношения к другим людям; в разных культуральных условиях может оказаться необходимой разработка специальных критериев относительно социальных норм;
- б) хронический характер аномального стиля поведения, возникшего давно и не ограничивающегося эпизодами психической болезни;
- в) аномальный стиль поведения является всеобъемлющим и отчётливо нарушающим адаптацию к широкому диапазону личностных и социальных ситуаций;
- г) вышеупомянутые проявления всегда возникают в детстве или подростковом возрасте и продолжают своё существование в периоде зрелости;
- д) расстройство приводит к значительному личностному дистрессу, но это может стать очевидным только на поздних этапах течения расстройства;
- е) обычно, но не всегда, расстройство сопровождается существенным ухудшением профессиональной и социальной продуктивности.

— Международная классификация болезней (10-й пересмотр), адаптированный для использования в Российской Федерации — /F60/ Специфические расстройства личности. Диагностические критерии
Для отнесения расстройства личности к одному из определённых в МКБ-10 подвидов (для постановки диагноза большей части подтипов) необходимо, чтобы оно удовлетворяло по крайней мере трём определённым для этого вида критериям.
Диагностические критерии из официальной, международной версии МКБ-10 от Всемирной организации здравоохранения (общие диагностические критерии расстройств личности, соответствие которым должно быть у всех подтипов расстройств):

- G1. Указание на то, что характерные и постоянные типы внутренних переживаний и поведения индивидуума в целом существенно отклоняются от культурально ожидаемого и принимаемого диапазона (или «нормы»). Такое отклонение должно проявляться более чем в одной из следующих сфер:
  - 1) когнитивная сфера (то есть характер восприятия и интерпретации предметов, людей и событий; формирование отношений и образов «Я» и «другие»);
  - 2) эмоциональность (диапазон, интенсивность и адекватность эмоциональных реакций);
  - 3) контролирование влечений и удовлетворение потребностей;
  - 4) отношения с другими и манера решения интерперсональных ситуаций.

- G2. Отклонение должно быть полным в том смысле, что отсутствие гибкости, недостаточная адаптивность или другие дисфункциональные особенности обнаруживаются в широком диапазоне личностных и социальных ситуаций (то есть не ограничиваясь одним «пусковым механизмом» или ситуацией).
- G3. В связи с поведением, отмеченном в пункте G2, отмечается личностный дистресс или неблагоприятное воздействие на социальное окружение.
- G4. Должны быть данные о том, что отклонение является стабильным и длительным, начинаясь в старшем детском или подростковом возрасте.
- G5. Отклонение не может быть объяснено как проявление или последствие других психических расстройств зрелого возраста, хотя эпизодические или хронические состояния из секций от F0 до F7 настоящей классификации могут существовать одновременно с ним или возникать на его фоне.
- G6. В качестве возможной причины отклонения должны быть исключены органическое заболевание мозга, травма или дисфункция мозга (если выявляется такая органическая обусловленность, следует использовать рубрику F07).

Оригинальный текст (англ.)
- G1. Evidence that the individual's characteristic and enduring patterns of inner experience and behaviour deviate markedly as a whole from the culturally expected and accepted range (or 'norm'). Such deviation must be manifest in more than one of the following areas:
  - (1) cognition (i.e. ways of perceiving and interpreting things, people and events; forming attitudes and images of self and others);
  - (2) affectivity (range, intensity and appropriateness of emotional arousaland response);
  - (3) control over impulses and need gratification;
  - (4) relating to others and manner of handling interpersonal situations.

- G2. The deviation must manifest itself pervasively as behaviour that is inflexible, maladaptive, or otherwise dysfunctional across a broad range of personal and social situations (i.e. not being limited to one specific 'triggering' stimulus or situation).
- G3. There is personal distress, or adverse impact on the social environment, or both, clearly attributable to the behaviour referred to under G2.
- G4. There must be evidence that the deviation is stable and of long duration, having its onset in late childhood or adolescence.
- G5. The deviation cannot be explained as a manifestation or consequence of other adult mental disorders, although episodic or chronic conditions from sections F0 to F7 of this classification may co-exist, or be superimposed on it.
- G6. Organic brain disease, injury, or dysfunction must be excluded as possible cause of the deviation (if such organic causation is demonstrable, use category F07).

— Международная классификация болезней (10-й пересмотр) — /F60/ Специфические расстройства личности. Диагностические критерии
В Международной классификации болезней 10-пересмотра (МКБ-10) пограничное расстройство личности названо пограничным типом эмоционально неустойчивого расстройства личности, код в классификации — F60.31x. Как следствие, для постановки диагноза нужно соответствие более общим критериям расстройства личности и эмоционально неустойчивого расстройства личности.
Непосредственно пограничное расстройство личности характеризуется эмоциональной неустойчивостью, а кроме того, образ Я, намерения и внутренние предпочтения (включая сексуальные) часто нарушены или непонятны. Характерно хроническое чувство опустошённости. Склонность быть включённым в напряжённые (неустойчивые) отношения может привести к возобновляющимся эмоциональным кризисам и сопровождаться серией актов самоповреждения или суицидальных угроз (однако всё это может также иметь место без явных провоцирующих факторов).

### DSM-IV и DSM-5
Согласно американскому Диагностическому и статистическому руководству по психическим расстройствам 4-го издания (DSM-IV и DSM-IV-TR), к признакам пограничного расстройства личности (англ. borderline personality disorder) относятся выраженная нестабильность межличностных отношений, образа Я, эмоциональная неустойчивость, а также выраженная импульсивность. Все признаки расстройства возникают в молодом возрасте и проявляются во многих ситуациях. Для диагностики необходимо наличие, кроме общих критериев расстройства личности, пяти (или более) из следующих признаков:

1. Склонность прилагать чрезмерные усилия с целью избежать реальной или воображаемой участи быть покинутым. Примечание: не включать суицидальное поведение и акты самоповреждения, описанные в критерии 5.
2. Склонность вовлекаться в интенсивные, напряжённые и нестабильные взаимоотношения, характеризующиеся чередованием крайностей — идеализации и обесценивания.
3. Расстройство идентичности: заметная и стойкая неустойчивость образа или чувства Я.
4. Импульсивность, проявляющаяся как минимум в двух сферах, которые предполагают причинение себе вреда (например, трата денег, сексуальное поведение, злоупотребление психоактивными веществами, нарушение правил дорожного движения, систематическое переедание). Примечание: не включать суицидальное поведение и акты самоповреждения, описанные в критерии 5.
5. Рецидивирующее суицидальное поведение, намёки или угрозы самоубийства, акты самоповреждения.
6. Аффективная неустойчивость, очень переменчивое настроение (например, периоды интенсивной дисфории, раздражительности или тревоги, обычно продолжающиеся в течение нескольких часов и лишь изредка несколько дней и больше).
7. Постоянно испытываемое чувство опустошённости.
8. Неадекватные проявления сильного гнева или трудности, связанные с необходимостью контролировать чувство гнева (например, частые случаи проявления раздражительности, постоянный гнев, повторяющиеся драки).
9. Преходящие вызываемые стрессом параноидные идеи или выраженные диссоциативные симптомы— DSM-IV

В DSM-5 перечислены те же диагностические критерии. Коды пограничного расстройства личности в DSM-5 для статистических целей — 301.83 (F60.3).

## Лечение
Основным терапевтическим подходом в лечении пограничного расстройства личности является психотерапия. Медикаментозное лечение рекомендовано не для терапии непосредственно пограничного расстройства личности. Психофармакотерапия применяется в основном при лечении различных видов коморбидных расстройств.

### Психотерапия
Пограничное расстройство личности считается одним из самых сложных диагнозов в плане лечения. При проведении психотерапии наиболее сложной задачей является создание и поддержание психотерапевтических отношений. Для пациентов, одним из ведущих симптомов которых является склонность вовлекаться в интенсивные, напряжённые и нестабильные взаимоотношения, характеризующиеся чередованием крайностей, бывает очень трудно удержаться в определённых рамках психотерапевтического альянса. Помимо этого, зачастую сами психотерапевты стараются дистанцироваться от «трудных» пациентов, защищая себя от возможных проблем.
Одним из методов, разработанных для лечения пограничного расстройства личности, является диалектическая поведенческая терапия.

### Медикаментозное
Наиболее эффективные при пограничном расстройстве личности препараты — это антипсихотики второго поколения арипипразол и оланзапин, а также нормотимики ламотриджин, вальпроевая кислота и топирамат.
Одно рандомизированное контролируемое исследование показало эффективность ламотриджина при устранении импульсивности и гневливости. Нормотимик карбамазепин в двойном слепом параллельном плацебо-контролируемом исследовании не показал никаких положительных эффектов.